# Géositte de la puna
Geositta punensis
Espèce
Synonymes
- Geobates poecilopterus

Statut de conservation UICN

 LC  : Préoccupation mineure
La Géositte du puna (Geositta punensis) est une espèce de passereau de la famille des Furnariidae.

## Répartition et habitat
Cet oiseau vit dans la puna : prairies tropicales et subtropicales de haute montagne.